# Gall Hoffman
Gall Hoffman (* 16. Jahrhundert; † unsicher: nach 1600) war ein deutscher Drucker und Verfasser der Frühen Neuzeit.

## Leben
Die Umstände der Herkunft und der frühe Lebensweg Hoffmans sind nicht bekannt. Belegt sind von ihm vier Drucke aus den Jahren 1594 und 1595 in Magdeburg und zwei aus dem Jahr 1600 in Lübeck. Hoffman druckte in (hoch)deutscher und lateinischer Sprache. Bei einem von ihm gedruckten Gesangbuch aus dem Jahr 1600 übersetzte er einen Teil der Lieder aus dem Niederdeutschen und dichtete andere selbst. Das Passional (1600, UB Uppsala) war in Lübeck früher nur auf Niederdeutsch gedruckt worden. Hoffmans Drucke sind also wichtige Quellen für die Erforschung des Schreibsprachenwechsels in Lübeck. Im November des Jahres 1600 beschwerte sich Elsabe Kröger, die Witwe des Druckers Asswerus Kröger, dass Hoffman ohne Konzession drucke.

## Werke
- Protocol/ oder Acta/ des Colloquij zu Hertz-/berg. . . / Von dem Concordibuch vnd Subscription desselben,.. / Mit einer Vorrede Johannis Olearij,/ der H. Schrifft D./ Gedruckt zu Magdeburgk, durch Gall Hoffman/ In Verlegung Johan Francken./ Anno 1594. 4°.[4][5][6]
- CARMEN NVPTIALE || AD REVEREN=||DVM HONESTVM DO-||CTVMQVE IVVENEM D. IOA-||CHIMVM PYLIVM S. SEBASTIANI || apud Magdeburgenses Canonicum ... || D. FRANCISCI PYLII I. V. D.|| & quondam veteris Magdeburgae Syndici P. M.|| filium sponsum: Cum ... || virgine ANNA ... || D. FABIANI KLEHEN ICTI: Praestant:|| P. M. relicta filia sponsa, nuptias || celebrantem.|| Scriptum à || PETRO BLAESIO MAGDEBVRG: || MAGDEBVRGI || Apud Gallum Auleandrum, Anno 1594.[7]
- Tr#[oe]stlich Gesicht/|| Eines From̃en || Altuaters/ Wie Sathan jhn vnd || alle gleubige Christen verklagen wollen/|| Aber durch Jhesum Christum vnsern Himlischen || aduocaten abgetrieben ... || Zu Trost aller armen S#[ue]nder/ Aus || den Vitis Patrum in Reimen || vorsetzt/ Durch || Andream Perlitium. || Zu Magdeburgk bey Johan Francken 1595.||(Gedruckt zu Magdeburg/ bey || Gall Hoffmann/ Jn verlegung || Johann Francken.||)[8]
- Jesus Syrach/|| Wie der zuuor || in locos gebracht/ jetzo in fei=||ne Teudtsche Reimen/ negst ei=||ner nothwendigen Vorrede || gemacht/|| Durch || Johann G#[ue]lichen B#[ue]rgern vnd || Rathsverwandten zu Oster=||burgk.|| ... || Magdeburg bey Johan Francken: ||(Gedruckt zu Magdeburg/ bey || Gall Hoffmann/ Jn verlegung || Johann Francken.|| 1595.||)[9]
- Passional.|| Das bitter || Leyden vnsers HEr=||ren JHEsu CHRisti/ aus den || Vier Euangelisten zusammen ge=||bracht/ mit schönen Figuren/|| vnnd Andechtigen || Gebeten.|| Einem jedern [sic] Chri=||sten zu lesen sehr nützlich || vnnd dienstlich. || In der Keiserlichen || Freyen Reichsstadt Lübeck/|| Druckts Gall Hoffman/|| Im Jahr 1600.[2]
- Christliche Newe || Lieder. || Dariñ der || Catechismus sampt || der Gnadenreichē Geburt/ Lei= || den/ Aufferstehung vnnd Himelfarth || vnsers HErrn JEsu CHRisti/ || kurtz begriffen. || Nebenst andern schö= || nen Gesengen vnd Gebeten/ al= || len betrübten Hertzen zu Trost/ durch || einen Liebhaber Göttliches Worts/ || mit fleiß zusamen getragen/ vnd || in Druck gegeben. || Zu Lübeck durch Gall || Hoffman/ Im Jahr/ || 1600. || (In Verlegung Hanß Renners … ||)[1]